# Tony Daniel
Tony S. Daniel (né le 17 septembre 1977) est un dessinateur et scénariste de comics américain. C'est le créateur de The Tenth.

## Biographie
Fils d'un père artiste et ayant deux frères également artistes, Tony Daniel a toujours dessiné depuis l'enfance.
Il commence sa carrière de dessinateur en travaillant pour Comico sur la série The Elementals durant 12-13 numéros. En parallèle, il envoie des échantillons de dessins à Fabien Nicieza, alors rédacteur en chef chez Marvel Comics. Sa patience est récompensée, Bob Harras lui demande de réaliser les dessins d'un annual de X-Force. Marvel le gardera sur la série régulière d'X-Force sur laquelle il travaillera deux ans. Il passe alors sur Spawn Bloodfeud et travaille avec Todd McFarlane. Il finira par être remercié et créera sa propre série The Tenth éditée chez Image Comics et qui aura un succès immédiat. Il part ensuite chez DC Comics où lui est confié le comic book des Teen Titans scénarisé par Geoff Johns. Cette série est un succès et il enchaîne sur des épisodes de Flash et surtout sur le comic book Batman scénarisé par Grant Morrison.

## Publications
- X-Force (Marvel)
  - Phalanx Covenant
- Age of Apocalypse
- Gambit and the X-Ternals
- The Tenth 1997 (Image Comics/Génération Comics/Panini Comics)
- F5 (Image Comics)
- Tomb Raider (Top Cow)
- Tales of the Witchblade
- Adrenalynn (Image Comics)
- Star Wars (bande dessinée) (Dark Horse Comics)
- Humankind #1-5
- Spawn
  - Spawn: Bloodfeud
- Silke  Dark Horse Comics 2001
- Spyboy Dark Horse Comics
- Elementals (Comico Comics)
- Mindhunter: Aliens/Predator/Witchblade/The Darkness

### DC Comics
- Batman and the Outsiders
- Batman R.I.P.
- Batman: Battle for the Cowl #1-3 (2009)
- Superman
- Teen Titans
- Flash: The Fastest Man Alive
- La Résurrection de Ra's al Ghul
- Nightwing
- Wonder Girl

## Créations
- The Tenth, Miss Bahareh, Mr Milo (cocréateur, Beau Smith & Marlo Alquiza, Paul Mounts)
- Detective Sparrow, Crucifer, Bruno Karloff, Greta, dans HumanKind
- Miss Martian (cocréateur Geoff Johns)
- Adam X the X-Treme (cocréateur Fabian Nicieza)
- Husk (comics) (cocréateur Chris Claremont, Jackson Guice, Fabian Nicieza)
- F5 (Image Comics)